# Philosophisch-theologische Hochschule Regensburg
Die Philosophisch-theologische Hochschule Regensburg hatte als Vorläufer das Lyzeum des 1588 gegründeten Jesuitengymnasiums St. Paul und entstand im letzten Schritt 1923 in Regensburg aus dem Königlich-Bayerischen Lyzeum. Die Hochschule hatte die Aufgabe, römisch-katholische Geistliche auszubilden. 1968 wurde die Philosophisch-theologische Hochschule aufgelöst und als Katholisch-Theologische Fakultät in die neu gegründete Universität Regensburg eingegliedert.

## Geschichte

### Vorgeschichte Lyzeum (bis 1919)
Vorläufer der Philosophisch-theologischen Hochschule (PTH) Regensburg war das Lyzeum des Jesuitengymnasiums St. Paul, das 1588 vom Wittelsbacher Herzog Wilhelm V. gegründet worden war. Das katholische Lyzeum sollte einen Gegenpol bilden zu dem nach 1505 im Verlauf der Reformation in Regensburg entstandenen protestantischen Gymnasium poeticum. Das neue Jesuitengymnasium sollte in Räumen des nicht mehr als Frauenkloster benötigten Mittelmünsters untergebracht werden, gelegen auf dem Gelände des Jesuitenplatzes, am Standort des heute dort platzierten Parkhauses. Dem Jesuitengymnasium seit 1615 angegliedert war eine wissenschaftspropädeutische Oberstufe, als eine Art Hochschule, die man Lyzeum nannte. Die Entwicklung des Lyzeums verlief mit nur zwei Professuren für einen moralisch theologischen Kurs und einen dialektischen Kurs zunächst aber nur schleppend und stagnierte sogar während der Kämpfe um Regensburg im Verlauf des Dreißigjährigen Krieges. Nachdem aber ab 1669 eine dritte Professur für Kontroverstheologie und 1716 mit einer vierten Lehrkanzel auch eine Ausbildung in Kirchrecht erfolgen konnte, begann eine Blütezeit der Lehr-Anstalt mit 220 Studierenden im Jahr 1757.
Nach der Aufhebung des Jesuitenordens 1773 wurde die gesamte Lehr-Einrichtung in ein „Bischöfliches Gymnasium mit Lyzeum“ umgewandelt. In der Regierungszeit von Fürstprimas Karl Theodor von Dalberg trug diese Einrichtung die Bezeichnung „Erzbischöfliches Lyzeum Albertinum.“ 1809 wurden im Verlauf der von französischen Truppen unter Napoleon gegen österreichische Truppen  geführten Schlacht bei Regensburg alle nahe hinter der Stadtmauer gelegenen  Gebäude des ehemaligen Mittelmünsters komplett zerstört. Das Lyzeum-Albertinum musste in neuen Räumen gesondert untergebracht werden. Verfügbar waren damals  viele leer stehende Räume im 1803 säkularisierten Dominikanerkloster St. Blasius. in der Folgezeit konnten diese Räume für den Unterricht des ehemaligen Lyzeums Albertinum genutzt wurden.
Mit den beiden unterschiedlich religiösen Gymnasien   wurde in den Folgejahren pragmatisch verfahren. Das ehemalige Jesuitengymnasium St. Paul wurde mit dem protestantischen Gymnasium poeticum vereinigt zum sog. Vereinigten Paritätischen Gymnasium. Dieses Gymnasium wurde 1880 umbenannt in Altes Gymnasium, aus dem 1962 das heutige Albertus Magnus-Gymnasium wurde.
Nachdem Regensburg 1810 an das Königreich Bayern gefallen war, wurde das Lyzeum Albertinum nicht wie andere bischöfliche Einrichtungen in Bayern aufgelöst, sondern verstaatlicht und als Königlich-Bayerisches Lyzeum weitergeführt. Im Bayerischen Konkordat von 1817 wurde die staatlich finanzierte Priesterausbildung staatskirchenrechtlich abgesichert und eine bischöfliche Einflussnahme auf Ausbildung und Professorenschaft geregelt. Neben Regensburg gab es seinerzeit in Amberg, Bamberg, Dillingen, Freising und Passau Lyzeen, die jeweils über eine philosophische und eine theologische Abteilung verfügten. Neben der PTH besuchten angehende Priesteramtsstudenten auch noch das bischöfliche Priesterseminar Regensburg.

### Die Naturwissenschaften am Lyzeum
Mit Gründung des Königlichen Lyzeums war nach 1810 aus dem ehemaligen Priesterseminar und Jesuitengymnasium ein neuer Schultyp entstanden, mit dem sowohl Priester ausgebildet werden sollten, der aber auch weltliche Ausbildungsaufgaben übernehmen sollte, zumal im 19. Jahrhundert die Entwicklung der Wissenschaften eine immer größere Bedeutung erhielt und die Spannungen zwischen Naturerforschung, kirchlichem Dogma und schulischer Vermittlung schwierig zu lösen waren. Hinzu kam die schwierige Zwitterstellung des Lyzeums zwischen Gymnasium und Universität, wo die experimentellen Forschungen in den Naturwissenschaften, die der philosophischen Abteilung zugeordnet waren, eine immer größere Bedeutung erhielten. Für experimentelle Forschungen dieser Art war die Situation in Regensburg nicht schlecht, denn es gab einige naturwissenschaftliche Sammlungen (z. B. die nach der Säkularisation in Bayern nicht nach München abgegeben werden mussten, sondern für den Unterricht im Lyzeum verfügbar blieben). Dort blieben in der für die Naturwissenschaften zuständigen philosophischen Abteilung drei von fünf Professuren für die Naturwissenschaften erhalten. Nach 1850 wurde die finanzielle Lage für die Unterrichtung der Naturwissenschaften schwieriger und die Kurse verliefen ohne Forschungsvorhaben mit damals im Versandhandel käuflichen Apparaturen. Ausnahmen gab es nur auf dem Gebiet der Meteorologie. Für andere naturwissenschaftliche Bereiche bildeten sich eigene Gesellschaften und Vereine wie die Regensburgische Botanische Gesellschaft oder die Sternwarte Regensburg oder der Naturwissenschaftliche Verein (1846), deren Vorstände auch dem Lehrpersonal angehörten, wie z. B. der Botaniker und Arzt David Heinrich Hoppe oder der Pater Placidus Heinrich.

### Wandel zur philosophisch-theologischen Hochschule nach 1919
Nach Auflösung des Königreichs Bayern wurden gemäß der Weimarer Verfassung von 1919 die Lyzeen in Philosophisch-theologische Hochschulen (PTH) umbenannt. Der Betrieb der Priesterausbildung wurde im Wesentlichen wie zuvor fortgeführt. Die PTHs hatten weiterhin weder Promotions- noch Habilitationsrecht. Weil das bestehende Konkordat mit dem Untergang der Monarchie hinfällig geworden war, kam es zur erneuten vertraglichen Regelung zwischen dem Vatikan und dem Freistaat Bayern. Im Bayerischen Konkordat von 1924 wurden alle wesentlichen Bestimmungen erneuert und den Diözesanbischöfen weitere Rechte eingeräumt. Die Ortsbischöfe konnten weiterhin nach Artikel 3 § 2 auch bereits beamteten Lehrkräften die Lehrerlaubnis (Missio canonica) entziehen.

„Sollte einer der genannten Lehrer (…) von dem Diözesanbischofe wegen seiner Lehre oder wegen seines sittlichen Verhaltens aus triftigen Gründen beanstandet werden, so wird die Staatsregierung unbeschadet seiner staatsdienerlichen Rechte alsbald auf andere Weise für einen Ersatz sorgen.“

 Die Professoren der PTHs wurden beamtenrechtlich denen der Theologischen Fakultäten an Universitäten gleichgestellt, ein Promotionsrecht bestand jedoch weiterhin nicht. Die Regensburger PTH hatte zu dieser Zeit sechs theologische Lehrstühle.

### Zeit des Nationalsozialismus
Nach der Machtergreifung der Nationalsozialisten schlossen das Deutsche Reich und der Vatikan im Juli 1933 das Reichskonkordat ab. Darin wurden die staatskirchenrechtlichen Vereinbarungen von 1924 erneuert und die Priesterausbildung unter der Zuständigkeit der Bischöfe bestätigt. Darüber hinaus wurde im Art. 19 des Konkordats ein ausdrücklicher Bestandsschutz der Philosophisch-theologischen Hochschulen vereinbart.
Anfang April 1933 forderte der Nationalsozialistische Deutsche Studentenbund die Studentenschaft der Regensburg PTH auf, sich an der Aktion wider den undeutschen Geist zu beteiligen. Der „Führer der Studentenschaft“, der Priesteramtsstudent Rupert Fochtner, antwortete am 26. April, man könne sich an der geplanten Bücherverbrennung „aus zeitlichen Gründen“ nicht beteiligen.

„Eine Verbrennung jüdischen Schrifttums wird nicht erfolgen, da sich in unseren Büchereien solches nicht findet. Unsere Hochschule ist immer schon frei von jüdischem Geist gewesen und wird es auch in Zukunft sein, was man anscheinend von den Universitäten nicht immer sagen kann.“

 Verbrannt wurden am 12. Mai 1933 auf dem Regensburger Neupfarrplatz Bücher verfemter Autoren, die angeblich „ausgesprochen bolschewistische, marxistische, internationale, pazifistische und atheistische Tendenzen aufweisen“ und vor allem aus der sozialdemokratischen „Volkswachtbuchhandlung“ und dem privaten Buchgeschäft „Bücherkiste“ stammten.
Mitte November 1933 unterschrieben alle Professoren der Regensburger PTH das Bekenntnis zu Adolf Hitler und dem nationalsozialistischen Staat. Prorektor war seinerzeit Josef Engert, Rektor Franz Heidingsfelder. Am 9. Oktober 1939 wurden alle bayerischen Philosophisch-theologischen Hochschulen gemäß einer kultusministeriellen Anordnung geschlossen.

### PTH von 1945 bis zur Auflösung
Nach der Zerschlagung des NS-Regimes gehörte Regensburg zur amerikanischen Besatzungszone; die Universitäten und Hochschulen blieben auf Direktive der amerikanischen Militärregierung vom Juli 1945 geschlossen. Um die PTHs möglichst bald wieder eröffnen zu können, schlugen das bayerische Kultusministerium in Abstimmung mit den örtlichen Bischöfen vor, die alte Professorenschaft wieder einzusetzen. Diese wurden daraufhin von der amerikanischen Militärregierung hinsichtlich ihrer politischen Einstellung befragt und für geeignet befunden. Am 15. November 1945 konnte der Lehrbetrieb in Regensburg wieder aufgenommen werden. Erst Anfang Februar 1947 wurden die PTH-Professoren nach dem Gesetz zur Befreiung von Nationalsozialismus und Militarismus vom 5. März 1946 genauer überprüft und von deutschen Spruchkammern entnazifiziert. Nach Vorgabe der amerikanischen Stellen sollten zunächst auch Dozenten, die als „Mitläufer“ und „Minderbelastete“ eingestuft wurden, von der Lehrtätigkeit ausgeschlossen werden. Die Regensburger PTH unter Rektor Josef Engert verschleppte allerdings die Zusammenarbeit mit den amerikanischen Behörden, bis diese im Sande verlief. Nach Intervention des Kultusministeriums wurden diese Restriktionen aufgeweicht, woraufhin die PTH Regensburg mehrere Dozenten der ehemaligen Deutschen Universität Prag berief, die als Mitläufer eingestuft worden waren. So zum Beispiel der Historiker Anton Ernstberger. Als Regensburger Dozenten, die in der NS-Zeit an Versuchen mit KZ-Häftlingen beteiligt waren, sind zu nennen, der Anatom Anton Kiesselbach und der Chemiker Wolfgang Grassmann.
An der Regensburger Philosophisch-theologischen Hochschule wurden von 1947 bis 1954/55 neben den regulären Priesteramtsstudenten zur Entlastung der Universitäten München, Würzburg und Erlangen jährlich etwa 3000 Studenten ausgebildet. Im Wintersemester 1948/49 hatte die PTH mit 1516 Einschreibungen ihren höchsten Zuwachs zu verzeichnen. In dem im Juli 1962 verabschiedeten „Gesetz über die Errichtung einer vierten Landesuniversität“ wurde auch die Auflösung der PTH und die Einrichtung einer Theologischen Fakultät beschlossen. Letztere nahm im Sommersemester 1968 ihren Betrieb noch am Ölberg, in den Gebäuden der PTH, auf und übersiedelte ab 1971 in die Räume der neu errichteten Universität.
Zu den Hochschullehrern der philosophisch-theologischen Hochschule gehörten Georg Schreiber, Ernst Schwarz, Bernhard Panzram, Bruno Stäblein und Ernst Rösser.
Die Überlieferung des Lyzeums und der Philosophisch-theologischen Hochschule wird im Universitätsarchiv Regensburg verwahrt. Sie umfasst etwa 780 Archivalien in etwa 500 Verzeichnungseinheiten und zusätzlich die Matrikelkartei von 1945 bis 1968 mit ca. 5.000 Karteikarten. Die ältesten Schriftstücke datieren in die Zeit um 1815. Die jüngsten Schriftstücke reichen bis in die Gründungszeit der Universität um 1967.

## Bekannte Professoren und Studenten

### Zeit des bischöflichen und königlichen Lyzeums bis 1919

#### Professoren
Anordnung nach Geburtsjahr
- Ignaz von Weinhart SJ (1705–1787), Professor der Theologie in Regensburg 1740–1742, ab 1742 Professor der Mathematik an der Universität Innsbruck
- Karl Sardagna SJ (1731–1775), ab 1768 Professor der Dogmatik und Polemik
- Karl Klocker OSB (1748–1805), nach Abberufung von der Professur für Kirchenrecht an der Universität Ingolstadt 1789, lehrte er am Lyzeum in Regensburg und an der Abtei Sankt Emmeram; 1796 zum Abt seines Professklosters in Benediktbeuern gewählt
- Joseph Zenger (1757–1827), Professor für Philosophie 1792–1797
- Placidus Heinrich OSB (1758–1825), 1791–1798 Professur „der Naturlehre, physikalischen Versuche, Stern- und Witterungskunde“ an der Universität Ingolstadt, ab 1812 Professur der Experimentalphysik am Lyceum in Regensburg
- David Heinrich Hoppe (1760–1846), ab 1803 Professor der Botanik; Gründer und Direktor der Regensburger Botanischen Gesellschaft
- Andreas Buchner (1776–1854), ab 1804 Professur für Philosophie am Lyceum in Dilingen, ab 1811 Professur für Geschichte am Lyceum in Regensburg und ab 1826 Professor für bayerische Geschichte an der Universität München, Mitglied der Bayerischen Akademie der Wissenschaften
- Ferdinand von Schmöger (1792–1864), Lehrer der Mathematik und Direktor der Sternwarte
- Anton Rietter (1808–1866), ab 1834 Professor der Moraltheologie am Lyceum in Amberg, ab 1842 am Lyceum in Regensburg und ab 1852 an der Universität München
- Franz Xaver Dirnberger (1809–1875), ab 1834 Professor für Moraltheologie; ab 1842 Professor für Pastoraltheologie an der Universität München, ab 1844 zusätzlich Professor der Moraltheologie und Direktor des Georgianums
- Wilhelm Karl Reischl (1818–1873), 1845 Professor der Dogmatik und biblischen Exegese in Amberg, 1851 Professor der Kirchengeschichte und des Kirchenrechtes in Regensburg, 1867 Ordinarius für Moraltheologie an der Universität München
- Wilhelm Constantin Wittwer (1822–1908), ab 1861 Professor für Naturgeschichte und Kurator der Sternwarte
- Joseph Grimm (1827–1896), ab 1856 Professor der Exegese am Lyceum in Regensburg, ab 1874 Professor der neutestamentlichen Exegese an der Universität Würzburg
- Michael Buchberger (1827–1896) nach 1906 zuständig für Jugendarbeit
- Ferdinand Janner (1836–1895) Prof. für Kirchen- und Kunstgeschichte am Lyceum in Regensburg Verfasser einer Geschichte der Bischöfe in Regensburg.[18]
- Franz Winzinger (1910–1983), ab 1953 als Professor für Kunstgeschichte
- Lorenz Kastner (1833–1919), ab 1868 Professor der Philosophie
- G. Anton Weber (1846–1915), ab 1889 Professor für Kirchengeschichte, christliche Archäologie und christliche Kunst
- Friedrich Philipp von Abert (1852–1912), ab 1885 Professor für Dogmatik, ab 1890 an der Universität Würzburg; ab 1905 Erzbischof von Bamberg
- Sebastian Killermann (1870–1956), Ausbildung und Studium in Landshut, München, Priesterweihe 1895 und Ausbildung Lehramt in Regensburg. 1901 außerordentlicher Professor für Naturwissenschaften (Anthropologie, Zoologie, Botanik) an Lyzeum und Hochschule, Gutachter im Fall „Stigmatisation“ der Therese Neumann, Vorsitzender der Deutschen Gesellschaft für Pilzkunde
- Franz Seraph Schaub (1870–1927), Professor für Kirchengeschichte und bayerisches Verfassungs- und Verwaltungsrecht
- Karl Stöckl (1873–1959); ab 1919 Professor für Mathematik, Physik und Astronomie
- Joseph Lippl (1876–1935), ab 1914 Professor für Exegese des Alten Testaments, Biblische Hermeneutik und Hebräische Sprache
- Julius Krieg (1882–1941), ab 1917 außerordentlicher Professor für Kirchenrecht
- Karl Theodor Andersen (1898–1974), Professor für Biologie 1938 bis 1946/47.

#### Studenten und Absolventen
Anordnung nach Geburtsjahr
- Gottlieb Christoph Harleß (1738–1815), Klassischer Philologe, Philosoph und Literaturhistoriker
- Franz Joseph Weinzierl (1777–1829), Domprediger und Dompakitular in Regensburg
- Gregor von Scherr OSB (1804–1877), Abt des Klosters Metten und Erzbischof von München-Freising
- Bonifaz Wimmer OSB (1809–1887), Gründer und Erzabt der Abtei St. Vincent in Pennsylvania/USA
- Franz Xaver Reithmayr (1809–1872), Professor für neutestamentliche Exegese an der Universität München
- Raymund Schlecht (1811–1891), Direktor des Schullehrerseminars in Eichstätt
- Joseph Schrems (1815–1872), Domkapellmeister in Regensburg
- Joseph Amberger (1816–1889), ab 1845 Regens des Priesterseminars und Unterricht in Pastoraltheologie in Regensburg, ab 1852 Domkapitular in Regensburg
- Ludwig Mehler (1816–1872), Dechant des Regensburger Stifts St. Johann, Schriftsteller und Gymnasiallehrer
- Benedikt Braunmüller OSB (1825–1898), Abt von Kloster Metten
- Paul Kagerer (1833–1907), Dompropst und Generalvikar in Regensburg
- Joseph Lukas (1834–1878), Abgeordneter im Bayerischen Landtag und im Zollparlament
- Franz Xaver Witt (1834–1888), Kirchenmusiker, Lehrer für Choralgesang, Homiletik und Katechetik am Klerikalseminar in Regensburg
- Andreas Niedermayer (1835–1872), Administrator der Deutschordens-Kommende zu Frankfurt-Sachsenhausen, Schriftsteller und Historiker
- Johann Baptist von Anzer SVD (1851–1903), Bischof der deutschen Chinamission in der Provinz Shandong
- Joseph Auer (1855–1911), Priester und Komponist
- Hermann Stadler (1861–1921), Altphilologe und Wissenschaftshistoriker
- Franz Xaver Engelhart (1861–1924), studierte 1882–1887 und leitete von 1891 bis zu seinem Tod 1924 als Domkapellmeister am Regensburger Dom die Regensburger Domspatzen.
- Franz Seraphim Lederer (1866–1939), Abgeordneter im Deutschen Reichstag
- Franz Xaver Kiefl (1869–1928), Studium der Philosophie und Theologie in Regensburg 1889/90 (danach an der Universität München), Professor für Dogmatik und Dogmengeschichte sowie Rektor an der Universität Würzburg, Domkapitular und Domdekan in Regensburg
- Johann Baptist Wirthmüller (1874–1905), Privatdozent in München, ab 1867 außerordentlicher und ab 1871 ordentlicher Professor der Patrologie, theologische Einleitungswissenschaften, biblische Hermeneutik und (ab August 1872) neutestamentliche Exegese an der Universität Würzburg, ab 1874 ordentlicher Professor der Moraltheologie an der Ludwig-Maximilians-Universität München, ab 1880 Universitätsprediger

### Zeit der Philosophisch-Theologischen Hochschule nach 1919

#### Professoren
Anordnung nach Geburtsjahr
- Michael Waldmann (1874–1953), ab 1923 Professor für Moraltheologie, 1925–1928 Hochschulrektor
- Franz Heidingsfelder (1882–1942), Historiker; Professor für Kirchen- und Kunstgeschichte, 1937–1939 Rektor der Hochschule
- Josef Engert (1882–1964), Professor der Philosophie und Rektor der Hochschule
- Hans Dachs (1886–1966) Professor für Geschichte (1926–1951)
- Ernst Wolgast (1888–1959), Staats- und Völkerrechtler, 1947/1948 Lehrbeauftragter an der Hochschule
- Ernst Schwarz (1895–1983), Germanist und Literaturwissenschaftler; Professor für deutsche Sprache und Literatur an der Karl-Ferdinands-Universität in Prag; nach der Vertreibung 1945 zunächst Lehrbeauftragter an der Philosophisch-theologischen Hochschule in Regensburg; ab 1955 ordentlicher Professor für germanische und deutsche Philologie an der Universität Erlangen
- Helmut Berve (1896–1979), Althistoriker, Professor der Alten Geschichte an den Universitäten Leipzig und München; wegen seiner Einstufung als nationalsozialistischer Aktivist 1945 aus dem Hochschuldienst entlassen; nach der Einstufung als Mitläufer 1949 außerordentlicher Professor an der Philosophisch-theologischen Hochschule Regensburg; ab 1954 Professor in Erlangen; Mitglied der Bayerischen Akademie der Wissenschaften
- Jakob Hommes (1898–1966), 1953 außerordentlicher Professor, ab 1956 Professor und von 1959 bis 1965 Rektor der Hochschule
- Karl Theodor Schäfer (1900–1974), außerordentlicher Professor an der Hochschule; ab 1946 Professor für neutestamentliche Exegese an der Universität Bonn
- Joseph Ziegler (1902–1988), ab 1946 Professor für Altes Testament an der Hochschule, ab 1948 an der Universität Würzburg
- Bernhard Panzram (1902–1998), ab 1947 Professor für Kirchenrecht an der Hochschule, ab 1954 an der Albert-Ludwigs-Universität Freiburg
- Joseph Reuss (1904–1986), Professor für neutestamentliche Exegese, Rektor der Hochschule; ab 1964 Professor für Biblische Einleitungswissenschaft an der Universität Würzburg
- Otto Kuss (1905–1991), ab 1946 Professor für Patrologie an der Hochschule, ab 1948 an der Theologischen Fakultät Paderborn, ab 1960 Professor für neutestamentliche Exegese an der Ludwig-Maximilians-Universität München
- Johann Maier (1906–1945) als Repetent (Dozent) im Jahr 1939
- Heinz Fleckenstein (1907–1995), ab 1945 Professor für Moraltheologie und ab 1947 Rektor der Hochschule; 1953 als Professor für Pastoraltheologie und Homiletik an die Universität Würzburg berufen
- Karl Hugo Strunz (1910–2006), Lehrtätigkeit in Mineralogie an der Hochschule nach dem 2. Weltkrieg, ab 1951 Professor an der TU Berlin
- Franz Mußner (1916–2016), ab 1965 Professor für neutestamentliche Exegese an der Hochschule, ab 1967 an der neu errichteten Universität Regensburg
- Ferdinand Ulrich (1931–2020), ab 1961 außerordentlicher Professor für Philosophie an Hochschule, ab 1967 Professor für Philosophie an der neu errichteten Universität Regensburg

#### Studenten und Absolventen
Anordnung nach Geburtsjahr
- Hugo Obermaier (1877–1946), Prähistoriker, Professor in Paris Wien, Spanien
- Hans Herrmann (1889–1959), Kommunalpolitiker in Regensburg, 1952–1959 Oberbürgermeister
- Karl Forster (1904–1963), Komponist, Chordirigent und Domkapellmeister an der St. Hedwigs-Kathedrale in Berlin
- Johann Maier (1906–1945, hingerichtet) Domprediger. Schüler im Jahr 1928, danach in Rom
- Otto Schwerdt (1923–2007), Vorsitzender der Israelitischen Kultusgemeinde in Regensburg und des Landesausschusses der Israelitischen Kultusgemeinden in Bayern
- Helmut Pigge (1919–2000), Dramaturg und Drehbuchautor
- Hans-Joachim Diesner (1922–1994), Althistoriker
- Walter Tröger (1926–2004), Studium der Psychologie und Pädagogik; Professor an der Pädagogischen Hochschule, dann der Universität Regensburg
- Peter Gaeffke (1927–2005), Sprachwissenschaftler und Indologe
- Max Fischer (Politiker, 1927) (1927–2015), deutscher Politiker
- Vinzenz Guggenberger (1929–2012), Weihbischof in Regensburg
- Gerhard Pfohl (1929–2016), Studium der klassischen Philologie in Regensburg, dann in München; Professor für Medizingeschichte an der TU München
- Wilhelm Schraml (1935–2021), Weihbischof in Regensburg, Bischof von Passau